# Teatro anatomico di Padova

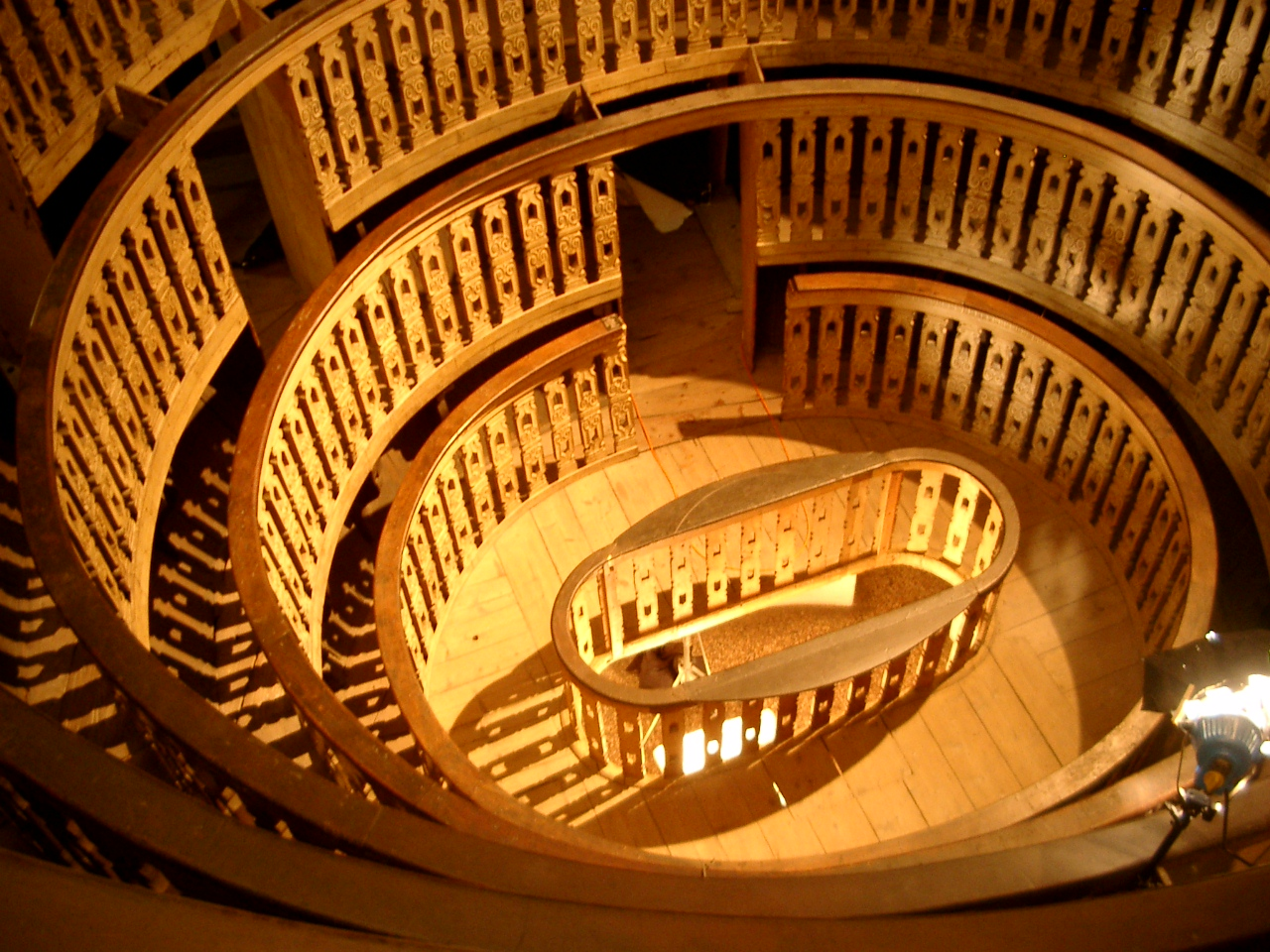
Il teatro anatomico visto dall'alto. Si possono notare i palchi e, in centro, la posizione del tavolo settorio sul quale veniva effettuata l'autopsia.

Il teatro anatomico di Padova, voluto da Girolamo Fabrici d'Acquapendente nel 1594 e ancora perfettamente conservato, è il più antico teatro anatomico stabile al mondo. Può essere visitato al Palazzo del Bo dell'Università degli Studi di Padova.
Il tavolo da dissezione è circondato da sei giri di palchi in noce intagliato. All'ingresso del teatro anatomico è visibile l'iscrizione in latino "Mors ubi gaudet succurrere vitae", ossia "Dove la morte è lieta di soccorrere la vita".

## Storia
Gli studi di anatomia venivano, nel XV e nella prima metà del XVI secolo svolti al di fuori del Palazzo del Bo. I luoghi deputati erano infatti locali presi in affitto, assieme agli spazi del Collegio Arquà. Quest'ultimi continuarono ad essere utilizzati anche nella seconda metà del secolo, in particolare per le lezioni di Ercole Sassonia, durante il quale vennero affiancati da un teatro provvisorio che veniva montato nelle aule del Bo. L'ultimo prima della realizzazione di quello stabile venne fabbricato nel 1583 e venne a costare 133 lire venete e 16 denari per il legname. Il teatro veniva ogni anno smontato e riposto in magazzino per essere successivamente rimontato in una delle aule del piano superiore del Bo. Antonio Rosato, bidello dell'università, si occuperà delle suddette mansioni fino al 1594, anno in cui verrà edificato il teatro stabile.
Fabrici d'Acquapendente era un eminente chirurgo e professore dell'ateneo patavino. Contribuì fortemente al progressivo sviluppo degli studi anatomici grazie all'invenzione delle illustrazioni anatomiche a colori.

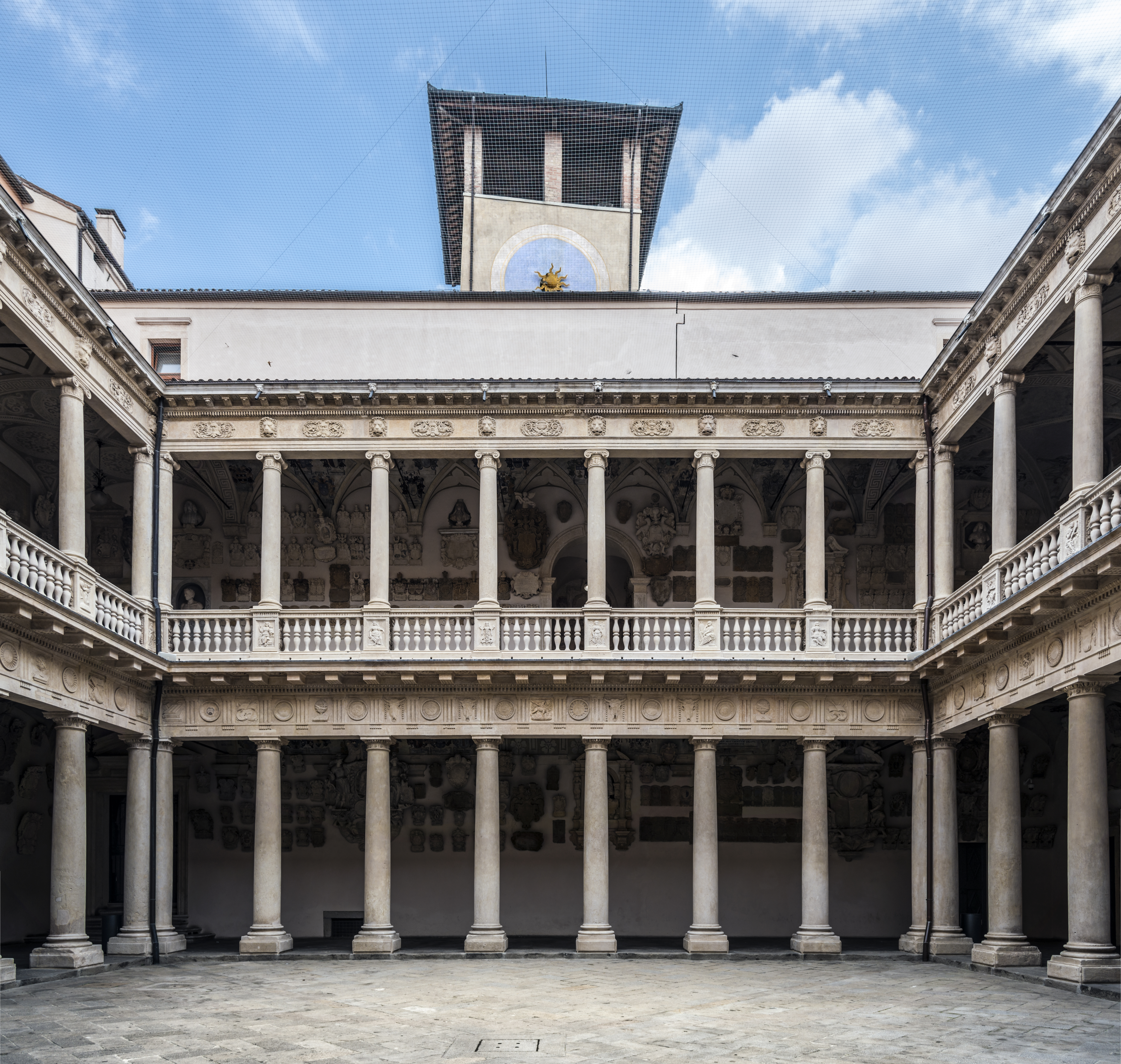
Cortile antico dell'Università di Padova.

Tra i suoi contatti presentava un Consigliere della Nazione Germanica. Esso gli fece presente che diversi studenti tedeschi della facoltà di medicina lamentavano la mancanza di un "teatro" per seguire le lezioni di anatomia. Fabrici d'Acquapendente decise allora di realizzare il Teatro Anatomico. 
Il Palazzo del Bo di Padova, nonché sede dell'università dal 1493, ospita il teatro sin dal 1594. La realizzazione verrà completata nel 1595 e renderà il teatro il primo esempio di struttura permanente creata per l'insegnamento dell'anatomia attraverso la dissezione di cadaveri.
Successivamente molti altri teatri verranno costruiti in diverse facoltà europee.
Nel 1872 a seguito di una decisa diminuzione delle attività, dovute principalmente alle esecuzioni sempre più rare, il teatro smise definitivamente di funzionare. Rimane tutt'oggi perfettamente conservato e restaurato, ed è parte integrante del percorso di visite guidate di Palazzo del Bo.

## Struttura
Realizzato secondo i canoni stilistici del Rinascimento, il teatro a forma di cono rovesciato è di pianta ellittica e disposto in sei scaglioni paralleli muniti ciascuno di una ringhiera di legno alta 1,07 m. Il diametro dello scaglione superiore nel suo punto più largo e di 7,56 m e nel suo punto più stretto di 6,92 m, il diametro dello scaglione più basso è rispettivamente di 3,49 m e di 2,97 m. Quest'ultimo scaglione è alto da terra 1,84 m. Lo spazio che in ogni scaglione è a disposizione del pubblico, tra la balaustra e la base dello scaglione successivo, è di 40 cm.

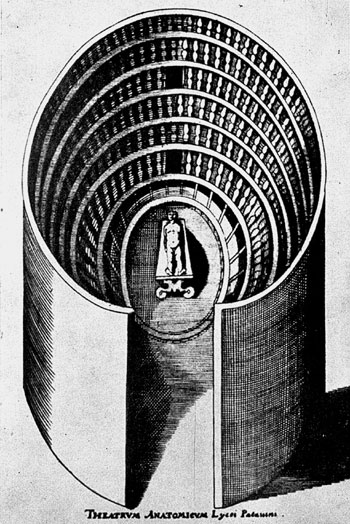
Illustrazione della pianta del Teatro.

Fino al 1844 il teatro veniva illuminato artificialmente essendo chiuse le finestre del vano in cui era situato. La luce veniva data da due candelieri posti all'estremità del tavolo anatomico e da otto ceri che erano tenuti da altrettanti studenti seduti sopra scanni mobili. Inizialmente il banco dove veniva posto il cadavere e dove avveniva la lezione si trovava a livello del pavimento della stanza. L’attuale platea di legno, che è alta circa due metri sopra il suolo, fu fatta sistemare nel 1845 dall'allora professore di anatomia Francesco Cortese che fece anche tingere di bianco le ringhiere di noce intagliato, che prima erano a lucido, e aprire le finestre per illuminare il teatro con la luce diurna.
Nel corso degli anni il teatro non ha subito alcuna modificazione.

## Insegnamento
La dissezione dei cadaveri veniva eseguita su un tavolo apposito.
Originariamente l'ambiente era inoltre provvisto di un tetto mobile che consentisse la fuoriuscita dei cattivi odori generati dalle operazioni.
Nel 1861 venne aggiunta una sala comunicante al teatro di modo da consentire le esercitazioni degli allievi. I cadaveri selezionati per le lezioni erano esclusivamente di condannati a morte. Per consentire il regolare svolgimento delle lezioni venivano nominati i cosiddetti massari, responsabili del recupero dei cadaveri. Costoro dovevano essere due studenti che avessero già compiuto due anni di studio di medicina. Soprattutto in passato avevano il compito di assistere il professore durante le lezioni, di provvedere al teatro e agli strumenti necessari, di stabilire la quota da pagare durante le lezioni. Un decreto del doge Marino Grimani del 24 settembre 1596 stabilì che le lezioni fossero gratuite per tutti gli studenti dell'Università. I massari finirono di conseguenza di occuparsi del reperimento dei soldi, mantenendo però tutte le altre mansioni che verranno portate avanti fino a tutto il 700.
I posti del teatro anatomico venivano così suddivisi: su di un lato del tavolo anatomico stava il professore, seduto su di una sedia di noce intagliata che ancora oggi si conserva. Dietro di lui, su piccoli sgabelli, si disponevano i massari. Dall'altra parte del tavolo, nella platea coperta da tappeti era disposta una fila di sedie su cui prendevano posto i rettori della città, il rettore dello Studio e qualche nobile. Dietro di loro stavano in piedi i lettori dell'Università e i membri del Collegio medico della città. A causa dello spazio ristretto alcuni si sistemavano nelle piccole celle sotto il primo giro del teatro, chiamate "luoghi da basso", che avevano delle finestrelle. Nel primo giro del teatro stavano i consiglieri delle nazioni, mentre gli studenti, dai quali erano escluse le matricole, prendevano posto sugli altri cerchi. 
Prima dell'inizio della lezione il cadavere era coperto da un panno funebre e aveva il capo avvolto da un velo nero. Entrato il professore, un servente scopriva il cadavere e poneva alle due estremità del tavolo due candelabri con tre candele, mentre tutto il resto rimaneva al buio.
Per rendere l’atmosfera meno cupa, per quanto possibile, era frequente accompagnare la lezione con l’esecuzione di musiche dal vivo.